# Liste der Abgeordneten zum Burgenländischen Landtag
Dies ist eine Liste von Listen der Abgeordneten zum Burgenländischen Landtag.

## Liste
- Liste der Abgeordneten zum Burgenländischen Landtag (1938)
- Liste der Abgeordneten zum Burgenländischen Landtag (I. Gesetzgebungsperiode)
- Liste der Abgeordneten zum Burgenländischen Landtag (II. Gesetzgebungsperiode)
- Liste der Abgeordneten zum Burgenländischen Landtag (III. Gesetzgebungsperiode)
- Liste der Abgeordneten zum Burgenländischen Landtag (IV. Gesetzgebungsperiode)
- Liste der Abgeordneten zum Burgenländischen Landtag (IX. Gesetzgebungsperiode)
- Liste der Abgeordneten zum Burgenländischen Landtag (Ständischer Landtag)
- Liste der Abgeordneten zum Burgenländischen Landtag (V. Gesetzgebungsperiode)
- Liste der Abgeordneten zum Burgenländischen Landtag (VI. Gesetzgebungsperiode)
- Liste der Abgeordneten zum Burgenländischen Landtag (VII. Gesetzgebungsperiode)
- Liste der Abgeordneten zum Burgenländischen Landtag (VIII. Gesetzgebungsperiode)
- Liste der Abgeordneten zum Burgenländischen Landtag (X. Gesetzgebungsperiode)
- Liste der Abgeordneten zum Burgenländischen Landtag (XI. Gesetzgebungsperiode)
- Liste der Abgeordneten zum Burgenländischen Landtag (XII. Gesetzgebungsperiode)
- Liste der Abgeordneten zum Burgenländischen Landtag (XIII. Gesetzgebungsperiode)
- Liste der Abgeordneten zum Burgenländischen Landtag (XIV. Gesetzgebungsperiode)
- Liste der Abgeordneten zum Burgenländischen Landtag (XIX. Gesetzgebungsperiode)
- Liste der Abgeordneten zum Burgenländischen Landtag (XV. Gesetzgebungsperiode)
- Liste der Abgeordneten zum Burgenländischen Landtag (XVI. Gesetzgebungsperiode)
- Liste der Abgeordneten zum Burgenländischen Landtag (XVII. Gesetzgebungsperiode)
- Liste der Abgeordneten zum Burgenländischen Landtag (XVIII. Gesetzgebungsperiode)
- Liste der Abgeordneten zum Burgenländischen Landtag (XX. Gesetzgebungsperiode)
- Liste der Abgeordneten zum Burgenländischen Landtag (XXI. Gesetzgebungsperiode)
- Liste der Abgeordneten zum Burgenländischen Landtag (XXII. Gesetzgebungsperiode)